# Culbertson (Nebraska)
Culbertson es una villa ubicada en el condado de Hitchcock en el estado estadounidense de Nebraska. En el Censo de 2010 tenía una población de 595 habitantes y una densidad poblacional de 274,47 personas por km².

## Geografía
Culbertson se encuentra ubicada en las coordenadas 40°13′27″N 100°50′23″O / 40.22417, -100.83972. Según la Oficina del Censo de los Estados Unidos, Culbertson tiene una superficie total de 2.17 km², de la cual 2.17 km² corresponden a tierra firme y (0%) 0 km² es agua.

## Demografía
Según el censo de 2010, había 595 personas residiendo en Culbertson. La densidad de población era de 274,47 hab./km². De los 595 habitantes, Culbertson estaba compuesto por el 97.48% blancos, el 0.84% eran afroamericanos, el 0% eran amerindios, el 0% eran asiáticos, el 0% eran isleños del Pacífico, el 0.84% eran de otras razas y el 0.84% pertenecían a dos o más razas. Del total de la población el 1.51% eran hispanos o latinos de cualquier raza.